# Route nationale 75 (Estonie)
Pour les articles homonymes, voir Route nationale 75.
La route nationale 75 (Tugimaantee 75) est une route nationale estonienne reliant Mehama (en) à Orissaare. Elle mesure 8,3 km.

## Tracé
- Comté de Saare
  - Mehama (en)
  - Ariste (en)
  - Tumala
  - Maasi (en)
  - Põripõllu (en)
  - Orissaare